# السراقنا
قرية السراقنا هي إحدى القرى التابعة لمركز القوصية في محافظة أسيوط في جمهورية مصر العربية. حسب إحصاءات سنة 2006، بلغ إجمالي السكان في السراقنا 6086 نسمة، منهم 2977 رجل و3109 امرأة.